# Kinosternon sonoriense
Kinosternon sonoriense is een schildpad uit de familie modder- en muskusschildpadden (Kinosternidae). Er is nog geen Nederlandstalige naam voor deze soort.
Kinosternon sonoriense komt voor in delen van Noord-Amerika en komt voor in Mexico en de Verenigde Staten. De soort werd voor het eerst wetenschappelijk beschreven door Bernard Germain de Lacépède in 1788.
De schildpad bereikt een rugschild- of carapaxlengte tot ongeveer 18 centimeter. Het rugschild is bruin tot donkerbruin van kleur en heeft soms drie duidelijk zichtbare lengtekielen. De huid van de poten en kop is grijs gekleurd. De kaken zijn lichter van kleur en hebben soms donkere vlekken.

## Ondersoorten
De schildpad heeft twee erkende ondersoorten, die onder andere verschillen in verspreidingsgebied.
- Kinosternon sonoriense longifemorale
- Kinosternon sonoriense sonoriense